# Eubacterium angustum
Eubacterium angustum è una specie di batterio appartenente alla famiglia delle Eubacteriaceae.